# Stimmkreis Ansbach-Nord
Der Stimmkreis Ansbach-Nord ist einer von rund 90 Stimmkreisen bei Wahlen zum Bayerischen Landtag und zu den Bezirkstagen sowie bei Volksentscheiden. Er gehört zum Wahlkreis Mittelfranken.
Er umfasst mindestens seit der Landtagswahl 2008 die kreisfreie Stadt Ansbach sowie die Städte Feuchtwangen, Heilsbronn, Leutershausen, Rothenburg ob der Tauber, Schillingsfürst, Windsbach und die Gemeinden Adelshofen, Aurach, Buch a.Wald, Bruckberg, Colmberg, Diebach, Dietenhofen, Dombühl, Flachslanden, Gebsattel, Geslau, Insingen, Lehrberg, Lichtenau, Neuendettelsau, Neusitz, Oberdachstetten, Ohrenbach, Petersaurach, Rügland, Sachsen b.Ansbach, Schnelldorf, Schopfloch, Steinsfeld, Weihenzell, Wettringen, Windelsbach und Wörnitz des Landkreises Ansbach. Die übrigen Gemeinden dieses Landkreises liegen im Stimmkreis Ansbach-Süd, Weißenburg-Gunzenhausen.

## Landtagswahl 2023
Zur Landtagswahl 2023 traten folgende Parteien und Direktkandidaten im Stimmkreis Ansbach-Nord an und erzielten folgende Ergebnisse:
| Nr. | Direktkandidat           | Partei           | Erststimmen in % | Gesamtstimmen in % |
| --- | ------------------------ | ---------------- | ---------------- | ------------------ |
| 1   | Andreas Schalk           | CSU              | 38,6             | 42,2               |
| 2   | Martin Stümpfig          | GRÜNE            | 14,8             | 13,2               |
| 3   | Elke Homm-Vogel          | Freie Wähler     | 12,0             | 11,0               |
| 4   | Johannes Meier           | AfD              | 18,0             | 17,2               |
| 5   | Kathrin Pollack          | SPD              | 8,3              | 7,9                |
| 6   | Oliver Kremer            | FDP              | 2,0              | 1,9                |
| 7   | Johannes Besenecker      | LINKE            | 1,7              | 1,7                |
| 8   | Rafael Bogacki           | BP               | 0,9              | 0,7                |
| 9   | Günther Brendle-Behnisch | ÖDP              | 2,3              | 2,2                |
| 10  | -                        | Tierschutzpartei | -                | 0,7                |
| 11  | Mirco Kramer             | PdH              | 0,5              | 0,4                |
| 12  | Roland Krollikowsky      | dieBasis         | 0,9              | 0,9                |

## Landtagswahl 2018
Im Stimmkreis waren insgesamt 116.901 Einwohner wahlberechtigt. Die Landtagswahl am 14. Oktober 2018 hatte folgendes Ergebnis:
| Direktkandidat           | Partei               | Erststimmen in % | Gesamtstimmen in % | Veränderung der Gesamtstimmen im Vergleich zur Landtagswahl 2013 in % |
| ------------------------ | -------------------- | ---------------- | ------------------ | --------------------------------------------------------------------- |
| Andreas Schalk           | CSU                  | 33,9             | 38,0               | − 5,2                                                                 |
| Norbert Ringler          | SPD                  | 7,7              | 8,1                | − 11,0                                                                |
| Peter Bauer              | Freie Wähler         | 14,2             | 12,4               | + 2,3                                                                 |
| Martin Stümpfig          | GRÜNE                | 20,2             | 17,8               | + 6,0                                                                 |
| Alexander Hanel          | FDP                  | 3,8              | 3,5                | + 0,6                                                                 |
| Michael Beukert          | LINKE                | 4,2              | 4,4                | + 1,8                                                                 |
| Klaus-Peter Rinke        | BP                   | 0,6              | 0,6                | − 0,3                                                                 |
| Günther Brendle-Behnisch | ÖDP                  | 1,8              | 1,8                | − 0,9                                                                 |
| Peter Reitmaier          | PIRATEN              | 0,8              | 0,7                | − 1,2                                                                 |
| Klaus Wagner             | Die Franken          | 1,8              | 1,4                | − 1,3                                                                 |
| Johannes Meier           | AfD                  | 10,7             | 10,5               | + 10,5                                                                |
| -                        | mut                  | -                | 0,2                | + 0,2                                                                 |
| -                        | Die Partei           | -                | 0,3                | + 0,3                                                                 |
| -                        | Gesundheitsforschung | -                | 0,1                | + 0,1                                                                 |
| Amina Sibai              | V-Partei³            | 0,3              | 0,3                | + 0,3                                                                 |

## Landtagswahl 2013
Die Wahlbeteiligung der 115.896 Wahlberechtigten im Stimmkreis betrug 61,6 Prozent, bei einem Landesdurchschnitt von 63,9 Prozent war dies Rang 64 unter den 90 Stimmkreisen. Das Direktmandat ging an Jürgen Ströbel (CSU).
| Direktkandidat   | Partei       | Erststimmen | Gesamtstimmen | Gesamtstimmen ggü. Bayern (%p) | Gesamtstimmen ggü. 2008 (%p) |
| ---------------- | ------------ | ----------- | ------------- | ------------------------------ | ---------------------------- |
| Jürgen Ströbel   | CSU          | 40,2 %      | 43,2 %        | −4,5 %                         | −1,7 %                       |
| Norbert Dumler   | SPD          | 18,7 %      | 19,1 %        | −1,5 %                         | +0,7 %                       |
| Peter Bauer      | FREIE WÄHLER | 11,0 %      | 10,1 %        | +1,1 %                         | −1,0 %                       |
| Martin Stümpfig  | GRÜNE        | 14,1 %      | 11,8 %        | +3,2 %                         | +3,0 %                       |
| Alexander Hanel  | FDP          | 3,0 %       | 2,9 %         | −0,4 %                         | −3,5 %                       |
| Nicole Frank     | DIE LINKE    | 2,5 %       | 2,6 %         | +0,5 %                         | −2,2 %                       |
| Jürgen Schilling | ÖDP          | 2,7 %       | 2,7 %         | +0,7 %                         | +0,2 %                       |
| Robert Holler    | REP          | 0,8 %       | 0,8 %         | −0,2 %                         | −0,5 %                       |
| Doreen Langen    | NPD          | 1,4 %       | 1,4 %         | X                              | +0,0 %                       |
| Vaclav Cerveny   | BP           | 0,6 %       | 0,8 %         | −1,3 %                         | +0,7 %                       |
| Ernst Weiner     | DIE FRANKEN  | 3,1 %       | 2,7 %         | X                              | X                            |
| Tobias Rudert    | PIRATEN      | 1,9 %       | 1,9 %         | −0,1 %                         | X                            |

## Landtagswahl 2008
Bei der Landtagswahl 2008 waren im Stimmkreis 117.041 Einwohner wahlberechtigt. Die Wahlbeteiligung lag bei 57,3 %. Die Wahl hatte folgendes Ergebnis:
| Direktkandidat             | Partei                | Erststimmen in % | Gesamtstimmen in % | Veränderung der Gesamtstimmen im Vergleich zur Landtagswahl 2003 in % |
| -------------------------- | --------------------- | ---------------- | ------------------ | --------------------------------------------------------------------- |
| Klaus Dieter Breitschwert  | CSU                   | 41,3             | 44,9               | - 12,6                                                                |
| Helga Koch                 | SPD                   | 19,8             | 18,4               | - 1,1                                                                 |
| Renate Ackermann           | Bündnis 90/Die Grünen | 9,7              | 8,8                | + 0,3                                                                 |
| Peter Bauer                | Freie Wähler          | 11,0             | 11,1               | + 6,0                                                                 |
| Rainer Erdel               | FDP                   | 7,7              | 6,4                | + 3,7                                                                 |
| Robert Holler              | REP                   | 1,4              | 1,3                | - 1,2                                                                 |
| Gertrud Schnabel           | ödp                   | 2,4              | 2,5                | - 0,4                                                                 |
| -                          | BP                    | -                | 0,1                | - 0,2                                                                 |
| Kerstin Kernstock-Jeremias | Die Linke             | 4,9              | 4,8                | + 4,8                                                                 |
| Silke Bates                | VIOLETTE              | 0,3              | 0,3                | + 0,3                                                                 |
| Marco Reeb                 | NPD                   | 1,5              | 1,4                | + 1,4                                                                 |